# I Don't Think That I Like Her
I Don't Think That I Like Her è un singolo promozionale del cantante statunitense Charlie Puth, pubblicato il 16 settembre 2022 e incluso nel terzo album in studio Charlie.

## Descrizione
La produzione del brano è stata ampiamente documentata da Puth attraverso il suo account TikTok con una serie di video. La base strumentale del brano presenta la collaborazione del batterista statunitense Travis Barker, come confermato dal cantante stesso. Come gran parte dell'album, la canzone affronta il tema delle relazioni e nello specifico della loro ciclicità, dall'iniziale infatuazione al cuore spezzato.